# 강일순
강일순(姜一淳, 본명: 강학봉, 본명 한자: 姜鶴鳳, 1871년 11월 1일~1909년 8월 9일)은 대한제국 시대의 증산교(증산 계열)의 창시자(創始者)이자, 모든 증산도 계파의 개조(開祖)가 되기도 한다.
그의 관향(본)은 진주(晉州)로, 강증산(姜甑山)이라는 이름으로 흔히 알려진 증산(甑山)은 그의 호(號)이며, 자(字)는 사옥(士玉)이다.
앞서 언급한 것처럼, 그의 아호(雅號)는 증산(甑山)이며, 자(字)는 사옥(士玉)이고, 그는 1871년 11월 1일(음력 9월 19일)에, 조선 시대 말기의 전라도 고부군에서, 강학봉(姜鶴鳳)이라는 아명(兒名)으로 출생하였다. 1877년, 7세 때에 강일순(姜一淳)으로 개명(改名)하였다.
그는 1900년, 30세 때에 대한제국의 전라북도의 김제의 모악산·완주의 대원사 등지에서 스스로 깨우쳐 얻은 깨달음 등을 계기로써, 후천개벽·후천선경 등의 도래를 선포하였고, 증산상제(甑山上帝)·구천상제(九天上帝) 등의 칭호(호칭)로 불리었다.
또한 강증산(본명 강일순)은 1900년, 30세 때에 대한제국의 전라북도의 김제의 모악산·완주의 대원사 등지에서 스스로 깨우쳐 얻은 깨달음 등을 공사로 정했으며, 글을 남겨 후천개벽·후천선경 등의 도래를 선포하였고, 구천상제(九天上帝) 라는 존칭으로써 모셔지고 있다.

## 생애
전라북도 고부군 우덕면 객망리 생 증산 강일순
증산 강일순(甑山 姜一淳)은 1871년 9월 19일(음력), 조선 시대의 전라도 고부에서 출생하였다. 강일순의 아버지는 강문회이며, 강한중(강문회 어른의 생부)은 친조부(강일순의 친할아버지)이고, 강두중(강문회 어른의 백부이자 양부)은 양조부(강일순의 양할아버지)가 된다.
증조부 강보랑(증산 상제의 증조할아버지)공의 장남(長男)이었던 강두중(姜斗重)께 자식이 없었으므로 아우 강한중(姜漢重)의 2남 1녀(3남매)중 장남(長男, 큰아들)이자 둘째였던 강문회(증산 상제의 아버지)께서는 1846년에 출생후 열살때였던, 1855년, 백부 강두중(증산의 큰할아버님이자 양조부)께 양자로 출계되시었다. 그리고 강일순의 어머니 안동 권씨 성모 권양덕은 1850년생으로, 안동이 본관이다. 권양덕은 천성이 선하고 남의 흉을 보지 않는 것으로 유명하였다고 전해지며, 권씨 성모의 덕이 옆마을에까지 번져 상제께 선 뵈이고자 48가문에서 규수를 성모께 뵈이었다.
기록에 따르면, 안동 권씨 성모 권양덕께서는, 1866년에 성부 강문회(증산 강일순의 부친)께 혼인오시고 나서, 1870년에 아이가 아직 없었던 성모 권양덕(증산 강일순의 모친)께서 잠시 건강이 안좋음으로 인하여 친정 본가에 잠시 근친할 때에 이평면 서산리 친정에서 하늘이 남북으로 갈라지며 큰 불덩이가 몸을 덮으면서 천지가 밝아지는 꾸었으므로, 열석 달 뒤인 이듬해 1871년 9월 19일(음력)에, 증산 강일순은 조선의 전라도 고부군(현재의 대한민국 전라북도 정읍시)의, 친가 양조부 강두중(親家 養祖父 姜斗重)의 본가댁(本家宅)에서, 강문회(父)와 권양덕(母)의 사이에서 강학봉(姜鶴鳳) 아명(兒名)으로 강세하시며, 1877년에 강일순(姜一淳)으로 개명(改名)하였다.

### 원시반본
증산(강일순)께서, 많은 성씨 가운데 강씨(姜氏) 성(姓)으로 내려온 이유에 대해서 말씀하기를, "이 세상에 성으로는 풍(風)성이 먼저 있었으나, 아쉽게도 전하여 오지 못하고, 다만 그 관련된 잔재들이 풍채(風采)ㆍ풍신(風身)ㆍ풍골(風骨)등으로, 그렇게 몸의 생김새의 칭호만으로 남아올 뿐이오. 그 다음은 강(姜)성이 나왔으니 곧 성의 원시가 되느니라. 그러므로 개벽시대를 당하여 원시반본이 되므로 차라리 강(姜)성이 일을 맡게 되었나니라"고 직접 말하였다.

### 어린 시절
1885년에 열다섯살 무렵부터 안으로는 조선 시대 구한 말기의 관료들의 부정부패와 동학운동, 밖으로는 외세의 침입으로 혼란했던 민심과 속정을 살피고 어루만지고자 유랑을 하였다고 한다.

### 화은당 강순임선사
훗날 유교(성리학)를 이탈하고, 자신의 철학적으로 증산도교를 창시까지 하게 된 그는 1888년에 3년량 남짓의 유랑을 마치고 돌아와 스스로의 호(號)를 "시루 증, 뫼 산"이라는, 증산(甑山)이라 하고 스물한 살이 되는 1891년에 하동 정씨였던 1874년생 열여덟살 정수부과 성혼하시었다. 당시 상제님 어머니이신 권씨성모께옵서 상제께 배필을 골라드리고자 옆마을까지 혼처를 알아보시며 48가문의 규수를 선뵈었으나, 모두 선을 뵈인후 아무 지원자가 없으므로, 이번에 누구든지 지원하면 며느리로 삼으리, 마음먹으신 뒤, 동래정씨 치순이 선을 보러 들어옴에 몸의 불편이 있었음에도 며느리로 들이셨다. 당시, 상제께서는 천지공사 중이시므로, 가사일을 전혀 돌보시지 못하시고, 대원사에 공부하러 들어가심에 수부께서 옷을 지어 올리셨으나, 불편한 몸으로 시어른모시고 가사일함이 버거워 불편을 이기지 못하고 옷을 지어 올렸더니, 상제께서 내다버려라 하셨다. 정수부께서는 2남3녀를 낳으시며 앞선 2남2녀가 모두 7~8세를 못넘기고 단명함에, 다섯째 1904년 정월 보름생 따님께서 역시 약하게 태어나신바, 찬 바닥에 알벗어 버려두시며 한나절을 두시었더니, 갓 태어난 아이가 한나절만에 시퍼래지더라. 상제께서 종도를 불러 "자네 집에 출산임박한 암돼지있지? 뱃속의 돼지새끼는 빼고, 어미돼지만 가져오게" 하명하시자  종도가 즉시 가져다 올리니, 시퍼렇게 얼은 아이를 어미돼지 뱃속에 넣고있으니 숨이 살아나더라. 이름은 二淳이며, 후에 금평저수지 동곡약방 옆 여섯번째 도장을 준공하신 화은당 선사이시다. 어머니이신 정수부께서 영대에 함께 계시며, 상제의 성골은 황골이시라 한다.
바로 이 당시의 전봉준(전명숙)이 일찍부터 그와 교분이 있었으므로, 1894년에 찾아와 거사를 하는데 도움을 청하였으나 강증산(강일순)은 단호하게 “아직은 때가 아니니 나서지 말라 하는 것이 내 뜻이자 당부요.”라며 “성사도 안 되고 오히려 애꿎고도 애매한 백성만 많이 죽을 것이라 사료되오.”라고 자신의 동학 거사 협조 거부 취지를 분명히 피력하였다고 한다. 이후 동학농민운동이 일어나자 전라도 일대를 유랑하며 관군에 쫓기던 동학군 몇 명을 구하기도 하고, 동학군에 가담한 사람에게 이제는 차라리 동학군에 들지 말라고 하면서 각자각자의 향리로 돌아갈 것을 권유하기도 하였다. 스물일곱 살 되는 1897년에 다시 전국 유랑을 시작하여 3년간의 유랑을 끝낸 1900년에 전라북도 고부 고향으로 돌아왔다고 한다.

### 상제님의 제자들
강증산(강일순)이 천지공사를 봄으로부터 김형렬(金亨烈)의 집, 이른바 전라북도 김제 구릿골에 주요 성도들이 모이기 시작하여, 결국 수많은 사람들이 강증산의 조화권능을 체험했다고 전한다. 구천상제 강증산 선생의 주요 제자로는 수석제자인 미륵불교 성도 김형렬(金亨烈) 선생을 위시하여, 일제강점기 시대 최대의 교단으로 조선총독부 기록 관련상 650만의 신도를 거느린 차경석의 보천교와 박공우, 문공신, 안내성, 이치복, 백복남, 김호연, 신경원, 신경수, 이도삼, 백남신, 신원일, 김광찬 등이 있다.

## 사망
1909년 음력 6월 24일(양력 1909년 8월 9일)에 독한 소주를 마시고 일부러 병을 얻어 향년 39세로 사망했다. 그가 병으로 숨지던 당시, 그의 세 번째 부인 고판례 수부께서는 30세였으며, 두 번째 이전 부인 김후비께서는 재가를 하지 않음으로써 부재중이었고, 재가하면 단명하리라 진노하셨으나 재가하여 죽었다. 강증산(강일순)이 병으로 인해 39세로 하세 당시에, 강증산의 아버지(강문회)는 64세요, 어머니(안동 권씨 권양덕)는 60세였고, 과부 빙모(밀양 박씨 부인)는 53세였었다.

## 가문·가족 및 친인척 관계
증산 강일순(甑山 姜一淳)은, 1891년 6월, 첫 결혼한지도 13년여만인, 1904년 4월에 초배 정치순(1874년생 첫째 이전 부인, 하동 정씨.)과 이혼을 하고, 이어 같은 해(1904년) 9월에 계배 김말순(1890년생 둘째 이전 부인, 김제 김씨.)과 재혼(두번째 결혼)하였으나, 3년 남짓 지난 1907년 6월에 두 번째 이혼하였으며, 같은 해 1907년 12월 8일에 삼취 고판례(1880년생 마지막 셋째 부인, 일명 고수부, 장흥 고씨.)와 삼혼(마지막 세번째 결혼)하지만, 그로부터 어언 약 두 해 남짓여가 지난 1909년 음력 6월 24일(양력 1909년 8월 9일)에 천지공사를 마치고 일부러 죽기 위해 병을 얻어 향년 39세로 사망했다.
- 증조부모
- 증조부: 강보랑(姜甫浪) - 적향 진주 강씨 후손.
- 증조모: 무안 박씨 부인(務安 朴氏 夫人)
  - 양조부모
  - 양조부: 강두중(姜斗重) - (강일순의 아버지 강문회 선생의 백부(큰아버지)이자 양부.) - 원래 큰할아버지.
  - 양조모: 평택 임씨 부인(平澤 林氏 夫人) - 원래 큰할머니.
  - 친조부모
  - 친조부: 강한중(姜漢重) - (강일순의 아버지 강문회 선생의 생부. 친손 증산 강일순한테 법적으로 종조부(작은할아버지)가 됨.)
  - 친조모: 전주 박씨 부인(全州 朴氏 夫人, 강일순의 아버지 강문회 선생의 생모. 친손 증산 강일순한테 법적으로 종조모(작은할머니)가 됨.)
    - 부모
    - 아버지: 강문회(1846년생~1912년졸) - 친조부(강한중)의 2남 1녀(3남매) 중 장남이자 둘째로, 1855년 이후 큰할아버지(강두중)의 양자.
    - 어머니: 권양덕(1850년생~1914년졸) - 안동 권씨 부인.
      - 본인: 증산 강일순(甑山 姜一淳, 1871년생~1909년졸)
      - 초배 배우자: 정치순(鄭治順, 1874년생~1928년졸) - 하동 정씨 부인. - (1891년 6월, 결혼.~1904년 4월, 이혼.) - 증산 강일순(甑山 姜一淳)과 사이에 2남 3녀(5남매, 그 가운데 막내딸 강순임)를 둠. - 막내딸(강순임)을 제외한 자녀(2남 2녀)는 어렸을 때에 모두 병으로 죽음.
        - 자녀: 2남 3녀
        - 막내딸: 강순임(姜舜任, 아명(兒名): 강이순(姜二順), 1904년생~1959년졸) - 초배 정치순 사모의 소생.

    - 초배 정치순의 친정 아버지: 정치환(鄭致煥)
      - 초배 정치순의 친정 남동생: 정남기(鄭南基) - 정치환(鄭致煥)의 아들.
      - 계배 배우자: 김말순(金末順, 1890년생~1911년졸) - 김제 김씨 부인. - (1904년 9월, 결혼은 증산 강일순의 재혼.~1907년 6월, 이혼은 증산 강일순의 두번째 이혼.) - 증산 강일순(甑山 姜一淳)과 사이에 자녀 없었음. - 친정아버지 김형렬(金亨烈) 내외의 3녀 중 막내(셋째딸)로 출생하여, 1904년 9월, 증산 강일순과 결혼하였으나, 결국 1907년 6월, 증산 강일순(甑山 姜一淳)과 이혼 이후, 1909년 11월, 어느 장흥 오씨(長興 吳氏) 부농 집안의 첫 상배한 후손의 계배 부인으로 재가하지만 1911년 갑자기 병으로 인하여 22세로 병사.

    - 계배 김말순의 친정 아버지: 김형렬(金亨烈, 1862년생~1932년졸) - 그의 3녀 중 막내딸(셋째)이 바로 김말순 후비.
      - 삼취 배우자: 고판례(高判禮, 도명: 고수부(高首婦), 1880년생~1935년졸) - 장흥 고씨 부인(고덕삼(高德三)의 외동딸.). - (1907년 12월 8일, 결혼은 증산 강일순의 삼혼.~1909년 8월 9일, 증산 강일순 병사.) - 1883년에 아버지 고덕삼(高德三)을 병으로 여의고, 1888년에 어머니(밀양 박씨)와 함께 타지역으로 이주하여, 원래 1893년 10월에 아주 신씨(鵝洲 申氏) 집안의 부농가 후손에게 첩(妾)으로 첫 출가한 훗날, 1907년 7월, 첫 남편(아주 신씨 후손)사이에서 딸 신태종(申太宗)을 낳고 사별 후 1907년 12월 8일, 강일순과 정식 재혼하지만, 증산 강일순(甑山 姜一淳)과 사이에서의 자녀는 없었음.
      - 형제자매: 2남 1녀 중 장남
      - 남동생: 강재득(姜在得, 1874년생~1879년졸) ... 6세 시절에 홍역으로 병몰.
      - 여동생: 강선돌(姜仙乭, 1878년생~1944년졸) ... 일명 선돌부인.

    - 삼취 부인 처갓댁
    - 삼취 장인: 고덕삼(高德三, 1853년생~1883년졸) - 불목하니 출신인데, 1883년 당시에 병으로 하세.
    - 삼취 빙모: 밀양 박씨 부인(密陽 朴氏 夫人, 1857년생~1927년졸)
    - 삼취 처이모부: 차치구(본명: 차중필, 1851년생~1894년졸) - 계배 고판례 여사의 친정 이모부. - 적향 연안 차씨 후손.
      - 삼취 이종처남: 차경석(본명: 차윤홍, 1880년생~1936년졸) - 연안 차씨 후손이자, 차치구(본명: 차중필)의 4남 중 3남(셋째 아들). - 결국 차경석은 강증산(강일순)의 삼취 고판례 여사의 친정 외갓댁 동갑내기 이종사촌 남동생(외척 이종제, 外戚 姨從弟)이고, 차일혁(참전 용사 출신)의 아버지이며, 차길진(작가 겸 야구 구단주 직무대행 출신의 연구소 관련 기업인)의 친조부.

## 종단

### 상제님의 종단 수
일제 강점기 조선총독부는 민족종교를 말살시키고자 /촉탁무라야마지준/을 시켜 한국의 민족종교들을 유사종교로 일괄정리하면서, 총 5계파 66교로 분류했다. 무라야마가 분류한 유사종교는 다음과 같다.
○동학계열 17개교 = 시천교,상제교,원종교,천요교,청림교,대화교,동학교,인천교,백백교,수운교,대동교,천명교,평화교,무궁교,무극대도교,천법교,대도교
○증산도계열 12개교 = 보천교,무극대도교,미륵불교,증산대도교,증산교,동화교,태을교,대세교,원군교,용화교,신도교,제화교
○불교계열 10개교 = 불법연구회,금강교,불교극락회,감로법회,대각교,운융도,정도교,영각교,광화교,광화연합도관,원각현원교
○숭신교계열 16개교 = 관성교,단군교,대종교,삼성교,기자교,기사교,숭인인조합,신리종교,문화연구회,교정회,성화교,영신회,서선신도동지회,황조경신숭신교,칠성교,지아교,영가무교
○유교계열 7개교 = 태극교,대성원,막성원,공자교,대성교회,대종교,성도교
○계통불명 4개교 = 천화교,각세도, 천인도 동천교
일제강점기 민족종교의 탄압과 수난 - 김상웅 전직 독립기념관장 가로 왈 
아무리 이토록, 무라마야가 이처럼 민족종교를 상세히 파악하고 실태를 조사한것은 "치안유지상 이들의 동태를 파악하려는 목적과 더불어 한국의 무격신앙을 조선민간의 기초신앙의 중추라 규정하여 일제의 식민정책 즉,'신도지배=식민지배'를 정당화(천지명,민족종교)"하는데 기본 목적이 있었다. 이들 민족종교는 민족적 자주의식과 독립정신을 표방하며 활동하였다.일제강점기에서 한국독립을 표방한 대표적인 민족종교들은 대종교,미륵불교,미륵대도교,성도교,세천교,신인동맹,신장교,여처자교,영가무도교,일련교,정도교,천자교,태극교,태을교,황극교 등이다.
일제는 1930년대 후반 대륙을 침략하면서 더욱 강화된 통제정책에 따라 민족종교를 이른바 '유사종교'란 굴레를 덧씌워 더욱 철저한 탄압을 자행했다. 새로 부임한 총독미나미는 신사참배를 거부하거나 타인을 참배시키지 않는 행위는 안녕질서를 문란케하는자이며 공익을해치는자"로 규정하여 민족종교를 대대적으로 탄압했다.
```
그런가 하면 1938년에는 '유사종교 해산령'을 내려 민족 종교를 모조리 해산시키는 만행을 저질렀다. 이 해산령으로 민족주의 성향을 띠지 않았던 일반 종교(단체)들도 대부분 해체되었다. 특히 총독부의 강경한 정책과 탄압 은 증산교 각 교파의 많은 신도들이 투옥되어 옥사하는 결과를 가져오기도 했다. 이때부터 증산계 교단은 지하 에서 조직적인 활동을 전개하게 된다.
이런 이유로 1938년부터 1945년 광복이 되기 전까지의 증산계 교단의 활동기록이 공식적, 비공식적으로 남아있지 않고 있다. 1938년 유사종교 해산령 이후 광복전까지가 한국 민족종교사상 최대의 시련기였다. 그럼에도 일부 민족종교들은 이에 굴하지 않고 일제와 힘겹게 싸웠다.
```

증산상제를 신앙하는 모든 종교는, 일제치하의 강점하에도 불구하고 해산령이후 해산된 1938년부터 해방 전까지 조직적으로 신앙과 애국독립활동을 이어갔으며, 한국전쟁시기인 1950년대 활동이 유일하게 기록되어 있는 서간체형식 32장의 문건이 친필 '대순전경'과 함께 발견되어 학계의 비상한 관심하에 '국사편찬위원회'와 '문화재관리청'에서 고조선 환인 환웅 단군의 애국수호와, 구천의 하감과, 하느님의 강세의 영광으로, 감격하여 엄정한 연구를 거쳐 출판하게 되었다
사후 강증산을 직접 수종들었던 원석급의 제자들이 보천교, 미륵불교, 증산대도교, 제화교, 태을교, 고부파, 도리원파, 김병선교단으로 9개 교파로 갈라졌다. 보천교에서 만주 독립군에게 군자금 조달사건이 발생하자 일본의 민족종교 탄압정책으로 인해 강증산의 교단과 제자들은 지속적인 탄압을 받게 되었다. 1935년 고수부가 선화한 후 1936년 보천교 교주 차경석이 이어서 사망하였다. 차경석교주가 사망하자 일본은 본격적으로 보천교를 탄압하여 십일전 건물을 해체하여 일부는 지금의 조계사 건물을 짓는데 사용하였고, 일부는 전주역사를 짓는데 사용하였고 기와는 청와대 기와로 사용하였다. 그후 남은 잔해는 방치되었다. 보천교 십일전 건물의 터를 비롯한 강증산의 교단 유적들은 전라북도 정읍의 향토문화재로 등록되어 있는 것이 많이 있다.

### 상제님과 고수부의 교단
강증산은 고수부에게 종통대권을 넘겨주는 공사를 보았다고 한다. 고수부는 1911년 강증산의 성령을 받은 이후 도통을 하였다고 한다. 강증산의 화천 이후 흩어졌던 강증산의 제자들이 고수부를 중심으로 다시 모여 최초의 교단이 만들어졌다고 한다. 그후 고수부와 강증산을 직접 모셨던 제자들이 만든 교단은 1920년대까지 급격히 성장하였고 이후 이 교단에서 차경석과 다른 일본의 탄압으로 인해 명맥이 끊어지고 제자들이 고문을 받기도 했다. 
1935년 고수부가 선화하자 그 종통 후계를 받은 수제자 성포 고민환이 군산 오성산 성덕리에서 이끌었으며 이후 1936년에 고민환의 큰아들 고재정과 혼인하여 16세에 큰 며느리가 된 김순자 알월당이 1996년 선화할 때까지 오성산 성덕가를 60년간 이끌었다.
1945년 일본 패망 이후 강증산을 옥황상제이자 미륵불로 믿는 신도들 일부가 모여 보천교 부흥운동이 형성되었으나 약 1만명이 모이는 것으로 그쳤고 다시 교단이 형성되지는 못하였다고 한다. 1945년 안운산 태상종도사는 강제해산된 보천교에서 60방주 중 중심 인물을 역임한 이상호와 이정립 등과 같이 강증산과 고수부를 믿는 대법사 증산교를 설립하였다. 대법사 증산교에서는 강증산을 미륵불이자 옥황상제로 고수부를 강증산과 같이 이 땅에 도솔천에서 강세한 성인이자 최초의 여성 부처님으로 믿고 있다. 강증산의 친족들중 진주 강씨 문중의 상당수의 사람들도 교단이 형성되자 강증산과 동일한 기행이적을 행하는 고수부의 교단에 모였다고 한다.

### 상제님의 현재 종단
상제님의 가까이에서 받들어모시던 분들 중, 상제님의 유일한 자손이신 5남매를 낳으신 정사모(정치순), 따님이신 강二淳 (舜任 화은당선사)을 중심으로 형성된 증산법종교에서 성골을 모시고있다. 
상제님께서는 당시 1907년, 동아일보 신문에도 게재 및 제론된 바 있어 당시 대한제국(조선)에서 널리 알려진 인물이셨었다고 한다. 
2025년 현재, 증산도(운산 안세찬, 경전 안중건), 태을선도(일도자호 배승환, 일무신무 임성진), 증산천지대도(농부 노상균), 태극도(정산 조철제), 대순진리회(우당 박한경), 오봉산의 진리(상도 박성구, 김명선) 총 6개의 단체가 상생포덕사업에 주력하여 후천선경의 덕을 펴나가고있다.

## 상제님 경전

### 대순전경 (大巡典經)-서(序)

#### 초기경전
일제강점기에 발간된 경전들이다. 식민지 지배 하에 민족 종교 탄압 정책으로 인하여, 언론과 종교활동에 자유가 제한되어 있었기에 경전 간행이 비교적 자유롭지가 못했다고 한다. 성격상 한민족이 인류를 구원하는 민족이기 때문에 일본의 식민 지배와 정면으로 배치되었다. 동시에 민족 종교는 만주 무장 독립 투쟁의 군자금의 조달처이기도 하였다. 이런 이유로 일제 강점기 민족종교 탄압과 집회의 자유가 박탈되었고, 분열을 조장하기도 하였다. 이런 배경속에서 발간된 최초의 경전이 증산천사공사기이다. 1922년 수석 종도인 김형렬(증산 강일순 교조의 두번째 전처 김말순 후비의 친정아버지.)의 증언을 받아서 미륵불교에서는 최초의 경전을 간행하려고 했다. 그러나 미륵불교의 경전으로 간행되기 전에 김형렬의 증언을 받아 자료를 수집한 이상호가 미륵불교를 탈교하였다고 한다. 그후 이상호는 증산천사공사기를 개인의 이름으로 발간하였다. 이상호는 이후 《대순전경》을 간행하였고 이를 토대로 동화교를 창립한 후 보천교 차경석 교주에게 있던 고수부(고판례)를 동화교로 모셔오게 된다.
대부분 1945년 일제강점기 말기나 을유 광복(8·15 해방)의 이후 간행된 서적들이다. 경전 간행이 자유롭지 못한 수수가지 부분이 어느 정도 해결되었으나, 정작 교단이 해체된 상태여서 강증산(강일순)의 직전 제자들이 만든 교단들을 중심으로 강증산(강일순)의 행적이 전수 되었다고 한다. 그리고 각 교단이 서로 경쟁 관계였기 때문에 이러한 중요한 내용들이 타 교단에 전혀 알려지지 않았고, 알려주지 않는 것이 오히려 일반적이었다고 한다.
한편 김구 선생의 오른팔로써 독립운동에 힘쓴 1897년 정유생 붉은 장닭 학암 이중성이 1928년 무진년 동지에 경상도에서 정읍으로 와서 보천교에 입교하여 기두한 후 1929년 기사년에 십일전 완공과 차천자 등극 때 강일순을 신앙의 대상에서 배제하고 아버지 차치구를 신앙의 대상으로 삼는 발표를 느닷없이하니 젊은 이중성이 "차경석 이 역적놈!"이라고 꾸짖으면서 보천교 혁신운동이 일어나 신파와 구파로 갈리게 되었다.
이후 이중성은 김형렬 수석 종도를 비롯하여 박공우, 안내성 등을 찾아다니면서 강일순의 성언성적들을 물으니 강일순의 직계 제자들이 흔쾌히 증언해줬고 또한 철저한 교차 검증을 통해 거짓 증언들을 걸러내어 30년 가까이 공을 들여 가장 진실에 가까운 천지개벽경을 집필할 수 있게 되었다.
그러나 생전에 출판하지 않고 간직하다가 1958년에 사망하자 그의 아들 이인수가 보관하고 있다가 1988년에 구릿골 약방에서 대개벽경 간행위원회가 결성되어 1992년에 인연 따라 출판을 하게 됐다고 한다.

### 통합경전
강증산(강일순)의 제자들이 거의 대부분 사망한 이후인 1970년대에 증언과 기록을 수집하고 대조하기 시작한 경전이다. 1970년대 이전에 간행된 초기경전들은 같은 구절에 대해 교단마다 약간의 차이가 있거나, 시기와 참여자에 대한 내용이 일치하지 않았다고 한다. 또한 특정인 한명의 시각에서 보고들은 내용을 기술하였기 때문에 빠진 내용이 많고 전체 내용을 이해하기 불가능한 점이 많았다고 한다. 이런 한계를 극복하기 위해 서로 다른 증언자들끼리 수차례에 걸친 교차검증과 현장 답사를 거친 경전간행에 착수하게 되었다고 한다. 통합경전은 강증산의 제자들 중 강증산을 가장 오랫동안 따라다녔던 김호연의 증언이 수집되어 추가되었다. 오히려 초기경전 전체를 합친 분량보다 더 많은 내용이라고 한다. 강증산의 수석제자인 김형렬(강증산 대도주의 두번째 이혼한 두번째 전처 김말순 후비의 친정아버지.)의 증언에만 의존하던 내용에서 벗어나 전체적이고 종합적인 면모를 갖추게 되었다. 고수부(강증산 대도주의 마지막 결혼한 세 번째 부인 고판례 수부)에 대한 경전은 고판례 수부의 직전 제자인 고찬홍과 고민환 등에 의해 자필로 제작되어 영인된 일부 경전이 있었으나 역시 답사를 거치지 않은 부분이 많았다고 한다. 이에 증산도의 안운산 태상 종도사와 안경전 종도사가 통합경전의 필요성을 절감하고 30년 동안 현장답사와 확인작업을 했다고 한다. 그 과정에서 강증산을 직접 따르던 제자 중 마지막 제자에 속하는 김호연을 만나 9년 동안의 전반적인 천지공사 과정 증언을 받아 현재의 증산도 도전 개정판에 추가하였다고 한다.
각 교단에서 초기경전을 사용하는 곳은 있으나, 통합적인 답사와 확인작업을 거친 경전은 최초로 발간된 경전이자 총집대성본(總集大成本)인 《증산도 도전》이다.

한편 태을선도에는 2023~2024년 계묘갑진년에 모든 증산계열경전을 종합한 태을대전 1~2판을 집필하여 저작권 문제로 인해 일부 도생들에게만 공유되었다.
태을대전에 실린 경전 목록은 다음과 같다.
이중성 천지개벽경, 증산도 도전, 정영규 천지개벽경, 동곡비서(성화진경), 속수전경, 대순전경, 증산천사공사기,  용화전경, 중화경, 우각도금과 현무경, 옥루곡, 천지불주, 증산 상제님 유서, 선도신정경, 선정원경, 고사모신정기, 고부인신정기(천후신정기), 일월당님 약력과 진언, 인정상관님 일대기, 본주대경전, 김호연 선모님 일대기, 화은당실기, 정사모님 일대기, 김후비님 관련 성구 모음, 일도자호 태상 대선사님의 일대기와 법문 말씀 모음, 일무신무 연혁과 어록 모음, 태을비결, 도학, 예장, 정역용담팔괘도, 문공신 교단 물형부, 삼계회통지 천상기와 천하기, 천서, 정심요결

## 참고 자료
- 이상호, 《대순전경》, 1997년.
- 이중성, 《천지개벽경》, 1992년.
- 증산도 도전편찬위원회, 《증산도 도전》, 2003년.
- 전경 ㅡ 태극도
- 대순진리회 전경
- 화평의길
- 선도진경
- 보천교 연혁사
- 화은당실기 ㅡ 증산법종교

## 같이 보기
- 증산교
- 증산도
- 태극도
- 대순진리회
- 천지공사
- 고판례
- 도전
- 대순전경